# 柞刈湯葉
柞刈湯葉是日本福島縣出身的科幻小說家，原日本的國立大學研究員，負責生物分子計算。

## 生平
柞刈湯葉在高中時就喜歡寫小說，在大學畢業後，因為不想工作，所以在大學的研究室做研究，業餘時間創作小說。2015年開始以為筆名在角川公司旗下的小說投稿網站KAKUYOMU上發佈小說，其中2016年連載的科幻小說《橫濱車站SF》獲得第一屆KAKUYOMU小說大賽的科幻組大獎，小說之後獲得出版並改編成漫畫，作品參與第38回日本SF大獎僅為最終候補。出道後，遂以「柞刈湯葉」為筆名，并且開始嘗試在不同的文學雜志和小說雜志如《新潮》《群像》《S-F Magazine》等投稿作品。
2017年在雙葉社旗下網絡文學雜志連載《未來職安》，小說在2018年出版。2018年柞刈湯葉首次嘗試創作漫畫劇本，擔任《Automan》的漫畫原作者。2019年4月辭去大學的工作，成為全職的小說家。2020年短篇小說集出版。

## 出版作品
小說
- 《橫濱車站SF》（KADOKAWA出版，插畫：田中達之，2016年）ISBN 978-4040721576
- 《橫濱車站SF 全國版》（KADOKAWA出版，插畫：田中達之，2017年）ISBN 978-4040723655
- （星海社出版，插畫：焦茶，2017年）ISBN 978-4061399594
- 《未來職安》（雙葉社出版，2018年）ISBN 978-4575241068
- （早川書房出版，2020年）ISBN 978-4150314200
- 《首先把牛做成球。》（河出書房新社出版，2022年）ISBN 978-4309030562
- （産業編集センター出版，2022年）ISBN 978-4863113411
- （新潮社出版，2024年）ISBN 978-4101802879

漫畫
- 《橫濱車站SF》改編漫畫（KADOKAWA出版，作畫：新川權兵衛，2016-2018年）全三冊
- 《Automan》（原名：講談社出版，2018-2019年）全三冊

## 外部連接
- 柞刈湯葉個人博客 （页面存档备份，存于）（日語）
- 個人網站 （页面存档备份，存于）（日語）
- note頁面（日語）
- 柞刈湯葉的X（前Twitter） （日語）
- KAKUYOMU作品發佈頁面 （页面存档备份，存于）（日語）